# Kavkaski ovčar
Kavkaski ovčar (gruz. კავკასიური ნაგაზი; Кавкасиури Нагази) je rasa pasa koja je popularna u Gruziji, Azerbajdžanu, Armeniji i u regiji sjevernog Kavkaza.

## Opis
Kavkaski ovčar je specifična rasa snažnih kostiju, mišićav, pa čak i naravi kao mastif. Kavkaski ovčari su veliki psi, međutim, ne postoji određena maksimalna visina ili težina među njima. Minimalna visina za ženke varira između 67 i 75 centimetara, a težina varira oko 45 kilograma. Visina mužjaka je između 72 i 95 centimetara. 
Mužjaci teže od 50 do 90 kg. Uši su visoko postavljene i prirodno spuštene. Kose oči su tamne. Njegov rep, visoko postavljen, u obliku srpa, povija se do skočnog zgloba. Dlaka mu je prava, debela, dok je poddlaka svjetlija i bujna. Autentični kavkaski ovčar je pas namijenjen za čuvanje stoke, veći od prosječnih dimenzija pasa, robusne konstitucije sa snažnim stavom i urođenim nepovjerenjenm prema strancima.

## Povijest
Podrijetlom iz regije po kojoj je dobio ime, ovaj veliki pastirski pas, sposoban je prilagoditi se vrlo različitim klimatskim uvjetima. Međutim ne spada u grupu ovčarskih pasa. To je pas čuvar koji je služio narodima Kavkaza kao čuvar stoke i doma, i kao pas za borbe. 
Kavkaski ovčar je planinski pas čija je prirodna sredina planinska regija kao i stepska područja. Stoljećima je ovčarski pas, čuvar i pas za borbe pa je njegova odanost čak postala i legendarna. Neutrašivost, smjelost i tolerantnost na gotovo sve klimatske uvjete doprinijela je njegovoj rasprostranjenosti u gotovo sve dijelove bivšeg Sovjetskog Saveza tako da i tip varira u ovisnosti od njegove regije i namjene. 